# Хайнрих III фон Франкенщайн
Хайнрих III (II) фон Франкенщайн (на немски: Heinrich III (II) von Frankenstein; † сл. 1297 или 26 април 1326/25 март 1327) е господар на Франкенщайн в Оденвалд.

## Произход
Той е син на Хайнрих I фон Франкенщайн († сл. 22 декември 1295) и съпругата му Лукардис фон Щернберг († сл. 1 февруари 1312), дъщеря на Алберт фон Щернберг († 1253/1255) и Мехтилд фон Тримберг († сл. 1297).
Той умира без наследници.

## Фамилия
Първи брак: сл. 11 април 1291 г. с ландграфня Елизабет Тюрингска (* пр. 1270; † сл. 23 април 1326), дъщеря на ландграф Албрехт II фон Тюрингия и Майсен († 1314/1315) и Кунигунда фон Айзенберг († 1286). Те имат седем деца:
- Зибото III († сл. 1335)
- Хайнрих III († 1326)
- Констанция († сл. 1311/сл. 1326)
- Дитрих (Гицело) († сл. 1354)
- Хайнрих IV (Лудвиг) († сл. 1347)
- Албрехт († сл. 1347)
- Елизабет († сл. 1345)

Втори брак: пр. 1295 г. с Елизабет фон Залца († сл. 26 април 1326). Бракът е бездетен.